# Хендрикс, Лиам
Лиам Джонсон Хендрикс (англ. Liam Johnson Hendriks, 10 февраля 1989, Перт) — австралийский бейсболист, питчер клуба Главной лиги бейсбола «Чикаго Уайт Сокс». Участник Матча всех звёзд лиги 2019 года. Лучший реливер Американской лиги по итогам сезона 2020 года. В составе сборной Австралии принимал участие в играх Мировой бейсбольной классики и Кубка мира 2009 года.

## Биография
Лиам Хендрикс родился 10 февраля 1989 года в Перте. В возрасте шести лет он начал играть в ти-бол, упрощённый вариант бейсбола для детей. По словам самого Хендрикса, его родители поощряли занятия этим видом спорта, так как игра не отнимала много времени в отличие от крикета. Во время учёбы в школе Лиам начал играть в бейсбол. Также в детстве он, по примеру отца Джоффри, занимался австралийским футболом и считался перспективным игроком.
В феврале 2007 года Хендрикс в статусе свободного агента подписал контракт с клубом «Миннесота Твинс». В течение пяти лет он выступал в фарм-командах системы клуба. Весной 2009 года он вошёл в состав сборной Австралии на игры первого раунда Мировой бейсбольной классики, где соперниками команды стали Куба и Мексика. Лиам сыграл в двух матчах турнира. В октябре того же года он вошёл в заявку сборной Австралии на Кубок мира.
В Главной лиге бейсбола Хендрикс дебютировал в сентябре 2011 года. Первую победу в лиге он одержал спустя год, в сентябре 2012 года. Для этого ему потребовалось провести семнадцать игр в качестве стартового питчера «Миннесоты», эта серия на тот момент была второй в истории лиги по продолжительности. В декабре 2013 года «Твинс» выставили Хендрикса, хорошо проявлявшего себя в фарм-клубе, но испытывавшего проблемы на высшем уровне, на драфт отказов. С 2011 по 2013 год он провёл на поле 156 иннингов с пропускаемостью 6,06, одержав две победы при тринадцати поражениях. С драфта отказов его поочерёдно забирали «Чикаго Кабс», «Балтимор Ориолс» и «Торонто Блю Джейс». В составе последних Лиам провёл предсезонные сборы весной 2014 года, но чемпионат начал в фарм-клубе ААА-лиги «Баффало Байзонс». За «Торонто» он дебютировал в конце мая, а в июле клуб обменял его вместе с кэтчером Эриком Кратцем в «Канзас-Сити Роялс» на инфилдера Дэнни Валенсию.
В составе «Роялс» Хендрикс сыграл шесть матчей в заключительной части регулярного чемпионата. В октябре его снова выставили на драфт отказов, после чего он вернулся в «Торонто». В 2015 году тренерский штаб «Блю Джейс» перевёл Лиама из стартовой ротации питчеров в буллпен. Это решение пошло на пользу игроку, который сыграл в 58 матчах регулярного чемпионата с пропускаемостью 2,92. В ноябре «Окленд Атлетикс», имевшие худший подбор реливеров в Американской лиге, выменяли Хендрикса на питера Джесси Чавеса. В сезонах 2016 и 2017 годов его показатель пропускаемости составлял 3,99, но в 2018 году он вырос до 7,36 в тринадцати сыгранных матчах. В июне «Атлетикс» вывели Лиама из расширенного состава команды и перевели в фарм-клуб ААА-лиги «Нэшвилл Саундс», также выставив его на драфт отказов. Перед этим он около двух месяцев провёл в списке травмированных, восстанавливаясь после операции на бедре. В течение двух месяцев Хендрикс выступал в ААА-лиге, проявив себя как один из лучших питчеров турнира. В сентябре он вернулся в состав «Окленда». По итогам регулярного чемпионата «Атлетикс» получили право сыграть в уайлд-кард раунде плей-офф. Лиам был назван стартовым питчером на эту игру, став первым представителем Австралии, сыгравшим в качестве стартового питчера в матче плей-офф Главной лиги бейсбола.
В 2019 году Хендриксу доверили роль клоузера команды. Он провёл лучший сезон в своей карьере, проведя на поле 85 иннингов с пропускаемостью 1,80 и сделав 124 страйкаута. Летом он впервые в карьере был включён в число участников Матча всех звёзд Главной лиги бейсбола. В 2020 году он провёл за Окленд 25 1/3 иннинга с пропускаемостью 1,78. По итогам сезона Хендрикс стал обладателем Награды Мариано Риверы, вручаемой лучшему реливеру Американской лиги.
В январе 2021 года Хендрикс подписал трёхлетний контракт с клубом «Чикаго Уайт Сокс». Общая сумма соглашения составила 54 млн долларов. В случае его продления на четвёртый сезон, игрок дополнительно получит ещё 15 млн долларов.